# Горнево (деревня, Москва)
Горнево — деревня в Троицком административном округе Москвы  (до 1 июля 2012 года в составе Подольского района Московской области). Входит в состав поселения Роговское.

## Население
Согласно Всероссийской переписи, в 2002 году в деревне не было постоянного населения. По данным на 2005 год в деревне проживал 1 человек.

## Расположение
Деревня Горнево расположена примерно в 39 км к юго-западу от центра города Подольска. Ближайшие населённые пункты — деревни Рождественно и Круча. Вблизи деревни находится большой пруд.